# À l’Olympia
Az À l’Olympia Céline Dion kanadai énekesnő koncertalbuma, összesen a huszadik albuma, mely 1994. november 14-én jelent meg Franciaországban, 15-én Kanadában. A lemezt 1994. szeptember 28-29-én vették föl két telt házas koncert alkalmával a párizsi Olympia színházban. A koncert a The Colour of My Love Tour turné egyik állomása volt. A korábbi Dion chante Plamondon cím album dalai mellett Céline Dion előadta még a Calling You, a Quand on n'a que l'amour című dalokat, valamint egy válogatást a Starmania című musicalből. Bár az album nem volt kapható a főbb zenei piacokon (USA, Egyesült Királyság, Japán, Ausztrália), az azokon a területeken kiadott lemezek B-oldalán kiadásra kerültek dalok erről a lemezről 1995-ben és 1996-ban.
A koncertről video megjelenés nem készült. A Quand on n'a que l'amour, Elle és a Starmania-válogatás a 2005-ös On ne change pas című válogatásalbumon is megjelentek.

## Dalok listája
| #   | Cím | Szerző(k)                                                         | Hossz |
| --- | --- | ----------------------------------------------------------------- | ----- |
| 1.  | Des mots qui sonnent                                                                                                | Luc Plamondon, Aldo Nova, Marty Simon                             | 4:15  |
| 2.  | Where Does My Heart Beat Now                                                                                        | Robert White Johnson, Taylor Rhodes                               | 8:16  |
| 3.  | L'amour existe encore                                                                                               | Plamondon, Riccardo Cocciante                                     | 4:17  |
| 4.  | Je danse dans ma tête                                                                                               | Plamondon, Romano Musumarra                                       | 4:27  |
| 5.  | Calling You | Bob Telson                                                        | 6:41  |
| 6.  | Elle | Eddy Marnay, Paul Baillargeon                                     | 3:12  |
| 7.  | Medley Starmania: Quand on arrive en ville/Les uns contre les autres/ Le monde est stone/Naziland, ce soir on danse | Plamondon, Michel Berger                                          | 6:33  |
| 8.  | Le blues du businessman                                                                                             | Plamondon, Berger                                                 | 7:04  |
| 9.  | Le fils de Superman                                                                                                 | Plamondon, Germain Gauthier                                       | 4:27  |
| 10. | Love Can Move Mountains                                                                                             | Diane Warren                                                      | 5:25  |
| 11. | Un garçon pas comme les autres (Ziggy)                                                                              | Plamondon, Berger                                                 | 3:19  |
| 12. | The Power of Love                                                                                                   | Candy DeRouge, Gunther Mende, Mary Susan Applegate, Jennifer Rush | 6:08  |
| 13. | Quand on n'a que l'amour                                                                                            | Jacques Brel                                                      | 4:08  |

## Megjelenések
| Terület       | Megjelenés         | Kiadó                | Formátum | Katalógusszám |
| ------------- | ------------------ | -------------------- | -------- | ------------- |
| Franciaország | 1994. november 14. | Sony Music, Columbia | CD       | 4781612       |
| Kanada        | 1994. november 15. | Sony Music, Columbia | CD       | 80212         |

## Fogadtatás
Az AllMusic szerint az énekesnő hangja egy technikai csoda. A lemez több mint két millió példányban kelt el világszerte, csak Európában egy millió, Kanadában 200 ezer, és platinalemez lett Kanadában, Franciaországban is. Legjobb helyezése Franciaországban 10., Kanadában 31. hely volt, mivel Québec akkoriban még nem volt a kanadai albumlisták szereplője. A belga vallon albumlistán, mely csak 1995 áprilisától elérhető, a 19. helyig jutott.

## Helyezések és minősítések
| Lista                     | Legjobb helyezés |
| ------------------------- | ---------------- |
| Flamand albumlista1       | 96               |
| Vallon albumlista1        | 19               |
| Kanadai Record albumlista | 31               |
| Kanadai RPM albumlista    | 52               |
| Európai albumlista        | 60               |
| Francia albumlista        | 10               |

| Ország        | Minősítés² |
| ------------- | ---------- |
| Kanada        | Platina    |
| Európa        | Platina    |
| Franciaország | Platina    |

1A lista 1995. április óta működik

²A minősítések még korábbi feltételrendszer szerintiek, magasabb minősítési szintekkel, mint napjainkban.

## Fordítás
Ez a szócikk részben vagy egészben  a(z)   À l'Olympia című angol Wikipédia-szócikk fordításán alapul.  Az eredeti cikk szerkesztőit annak laptörténete sorolja fel. Ez a jelzés csupán a megfogalmazás eredetét és a szerzői jogokat jelzi, nem szolgál a cikkben szereplő információk forrásmegjelöléseként.